# Зарайск (станция)
Зара́йск — конечная железнодорожная станция тупикового ответвления Луховицы — Зарайск от главного хода Рязанского направления Московской железной дороги в одноимённом городе одноимённого городского округа Московской области.
Построена при сооружении линии Зарайск — Луховицы в 1870 году.
По объёму и сложности выполняемых грузовых операций станция относится к 5 классу, по характеру работы относится к промежуточным станциям.
Расположена на участках обслуживания Голутвинской дистанции пути ПЧ-7; Панковской дистанции электроснабжения ЭЧ-3; Голутвинской дистанции сигнализации, централизации и блокировки ШЧ-8; Московско-Рязанской дистанции гражданских сооружений, водоснабжения и водоотведения НГЧ-3; Московской механизированной дистанции погрузочно-разгрузочных работ и коммерческих операций (МЧ-1).

## История
Железная дорога Москва — Рязань, построенная в 1864 году, прошла через соседние Луховицы. Тогда же по просьбе зарайских купцов и промышленников расположение станции Луховицы было определено с учётом прокладки железнодорожной ветки на Зарайск. В железнодорожном транспорте были сильно заинтересованы купцы соседнего уездного Зарайска, который магистральная железная дорога обошла стороной. Именно от неё в 1870 году и провели до Зарайска 20-километровую ветку.
Пассажирского движения нет с 1969 года, при этом официального закрытия находящихся на линии остановочных пунктов (платформ) не было — по документам они продолжают существовать, хотя на местности их следов не осталось. В настоящее время по линии Луховицы — Зарайск проходят только грузовые поезда.
В 2000-х годах по характеру работы станция была грузовой 4 класса, но не позднее 2012 года класс понижен до пятого, а статус до промежуточной.

## Современное состояние
Ежедневное грузовое движение. Станцию обслуживают тепловозы ЧМЭ3 депо ТЧ-8 Голутвин.
С 2007 года на станции ведётся реализация программы обновления. В рамках этой программы проводятся работы по ремонту постов электрической централизации, благоустройству территории, оздоровлению путевого хозяйства и хозяйства энергетики.

## Местная работана станции
Станция открыта для грузовой работы..
Максимальная грузоподъемность установленных на станции механизмов для погрузки и выгрузки тяжеловесных грузов составляет 5 тонн.